# Persoonia muelleri
Persoonia muelleri (лат.) — кустарник или небольшое дерево, вид рода Персоония (Persoonia) семейства Протейные (Proteaceae), эндемик Тасмании (Австралия). Образует кустарниковые заросли на открытых участках влажных лесов на западе и северо-востоке Тасмании. Иногда его путают с похожим видом P. gunnii, хотя у P. muelleri более крупные цветки и более длинные прямые листья.

## Ботаническое описание

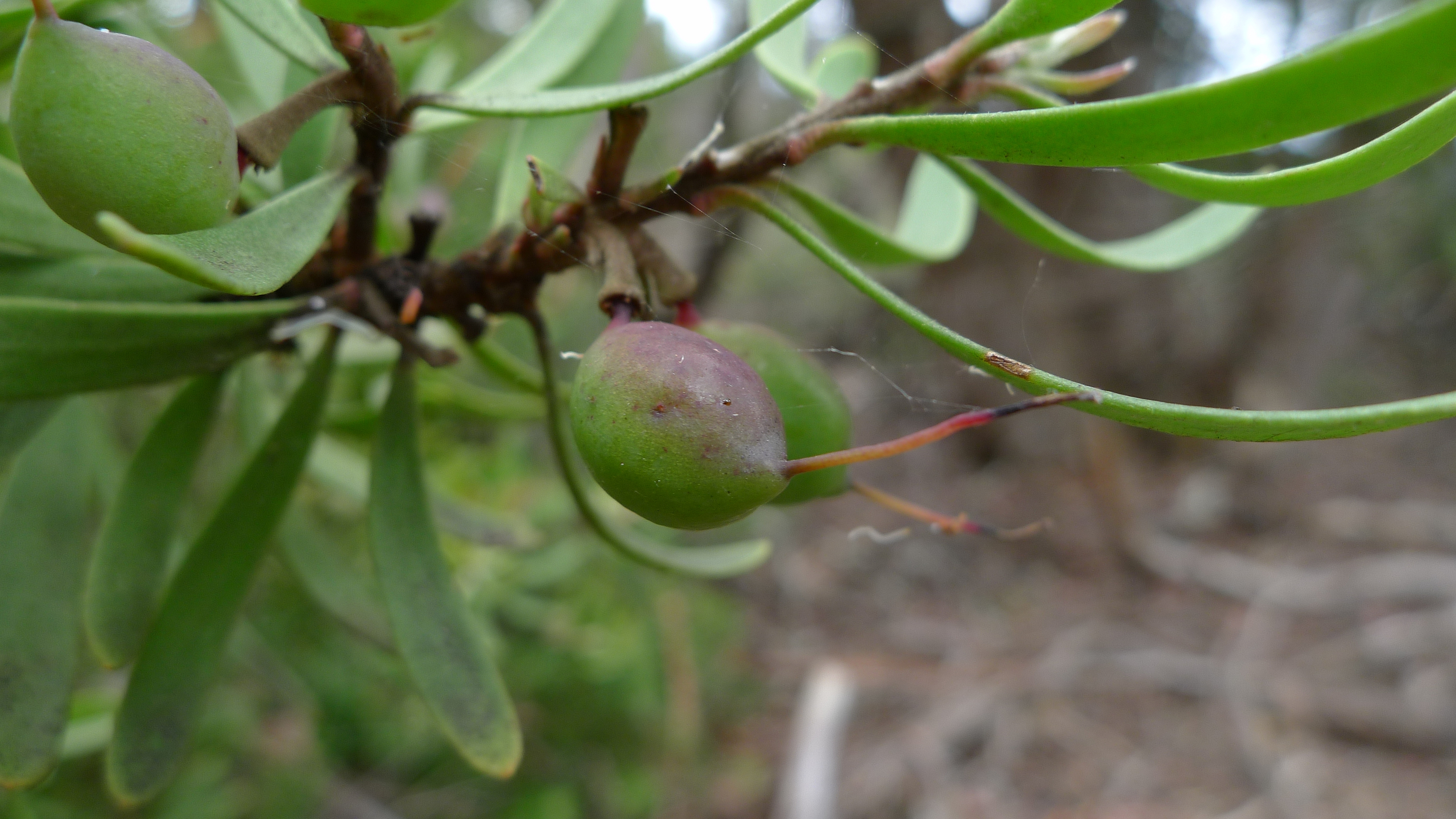
Плоды Persoonia muelleri

Persoonia muelleri — кустарник или небольшое дерево высотой от 1 до 4 м, хотя иногда достигает 5 м. Кора на более крупных ветвях и стволе тёмно-коричневая и шелушащаяся. Листья размером от 1,3 до 6 см в длину и 0,3-1 см в ширину. Молодые листья покрыты тонкой серой или коричневой опушкой. Цветки мелкие от жёлтого до кремового цвета. Подвид Persoonia muelleri muelleri цветёт с декабря по февраль, а подвид Persoonia muelleri densifolia — с января по март.

## Таксономия
Французский ботаник Поль Эварист Пармантье описал этот вид как Drimys muelleri, поместив его в семейство Винтеровые (Winteraceae) в 1896 году. Дело в том, что немецкий естествоиспытатель и ботаник Фердинанд фон Мюллер прислал ему листья и стебли растения без каких-либо цветущих частей, из чего Пармантье пришёл к выводу, что они принадлежат к роду Дримис (Drimys), хотя и не были похожи ни на один из существовавших видов. Образец лежал незамеченным, пока австралийский ботаник Джеймс Уиллис не пришёл к выводу, что это была Persoonia gunnii. Вид получил своё нынешнее название и был отнесён к роду Persoonia ботаником Тони Орчардом в 1984 году. Род был рассмотрен Питером Уэстоном в серии Flora of Australia в 1995 году и три эндемичных тасманийских вида P. muelleri, P. gunnii и P. moscalii классифицированы в группе gunnii.
Существуют 3 известных подвида P. muelleri, которые также были отнесены к разряду разновидностей. Подвид P. muelleri muelleri имеет неопушённые продолговатые листья и растёт на северо-востоке штата. Подвид P. muelleri augustifolia произрастает на западе штата на бедных питательными веществами почвах и имеет узкие, опушённые линейные или продолговатые листья. Подвид P. muelleri densifolia растет вдоль южного побережья и на прибрежных островах и имеет опушённые листья, которые шире, чем у других подвидов.
Популяции с характеристиками, промежуточными между P. muelleri и P. gunnii, известны из местонахождений озеро Дов — гора Крейдл и гора Адамсон — Саут-Кейп.

## Распространение и местообитание
Persoonia muelleri — эндемик Тасмании. Подвид P. muelleri muelleri встречается на Центральном плато, включая Маунт-Филд, и на северо-восточном нагорье штата. Растёт в открытом лесу, где преобладают эвкалипты или нотофагус Каннингема (Nothofagus cunninghamii), часто во влажных местах и на южных склонах с покрытым мхом почвенным покровом.
Подвид P. muelleri densifolia встречается на южном побережье и в гавани Батерст, а также на субальпийских пустошах на горе Кансел. Растёт как компонент прибрежных тропических лесов и кустарников.

## Экология
Подвид P. muelleri densifolia очень чувствителен к поражению патогенным грибком Phytophthora cinnamomi.